# Pucung (Girisubo)
Pucung is een bestuurslaag in het regentschap Gunung Kidul van de provincie Jogjakarta, Indonesië. Pucung telt 2725 inwoners (volkstelling 2010).